# Stefan Sarrach

Stefan Sarrach (2004)

Stefan Sarrach (* 10. Februar 1971 in Frankfurt (Oder)) ist ein deutscher Jurist und Politiker (SPD, bis 2009 PDS und Die Linke). Von Oktober 1999 bis November 2008 war er Mitglied des Landtages Brandenburg.

## Leben und Beruf
Nach seinem Abitur 1990 arbeitete Sarrach bis 1992 als Kreisgeschäftsführer der Interessenvereinigung für Jugendweihe e. V. in Fürstenwalde und blieb als Festredner dem Jugendweihegedanken bis heute verbunden. Von 1992 bis 1997 studierte er Rechtswissenschaft an der Europa-Universität Viadrina Frankfurt (Oder) und befand sich 1997 bis 1999 im Referendariat, Stammdienststelle Landgericht Frankfurt (Oder). 1997 und 1999 legte Sarrach sein 1. und 2. juristisches Staatsexamen ab. Im Jahr 2000 erfolgte seine Zulassung zur Rechtsanwaltschaft, und er ließ sich als selbständiger Rechtsanwalt in Frankfurt (Oder), seit 2005 in Fürstenwalde/Spree nieder.
Für seinen Einsatz gegen die Gemeindegebietsreform im Land Brandenburg verlieh ihm 2003 die Gemeinde Quappendorf im Landkreis Märkisch-Oderland das Ehrenbürgerrecht. Er war als Anwalt erfolglos gegen die vom Landesverfassungsgericht Brandenburg bestätigte Eingemeindung nach Neuhardenberg vorgegangen (Quappendorf II, VfGBbg 265/03). Das Bundesverfassungsgericht nahm 2006 eine daraufhin eingelegte kommunale Verfassungsbeschwerde gegen den Beschluss des Landesverfassungsgerichtes nicht zur Entscheidung an. Allerdings hatte das Landesverfassungsgericht 2002 in der Entscheidung Quappendorf I (VfGBbg 15/02) wichtige Maßgaben für künftige Eingemeindungen von Kleinstgemeinden formuliert.
Erfolgreich waren jedoch andere vor dem Landesverfassungsgericht Brandenburg geführte Verfahren. Im Jahr 2000 vertrat Sarrach die Landtagsabgeordnete Esther Schröder (damals PDS) in einem Organstreitverfahren, mit dem die Landesregierung zur vollständigen Beantwortung parlamentarischer Anfragen verpflichtet wurde (VfGBbg 31/00). 2003 erstritt er in einem Kommunalverfassungsbeschwerdeverfahren der Stadt Uebigau-Wahrenbrück die Feststellung der Verfassungswidrigkeit mehrerer Vorschriften des Kita-Gesetzes Brandenburg (VfGBbg 54/01). In zwei weiteren Organstreitverfahren trug Sarrach dazu bei, dass die Rechte der Abgeordneten gestärkt wurden. So musste das Gericht den Umfang der Akteneinsicht in Personalakten wegen Trennungsgeldvorgängen herausgehobener Amtsträger (VfGBbg 42/06) und das Recht von Abgeordneten auf Gespräche mit Gefangenen und Zutritt zu Justizvollzugsanstalten (VfGBbg 53/06) klären.
2007 wurde seine Abgeordneten-Webseite von der Redaktion der Zeitschrift Politik & Kommunikation mit Platz 1 von 1.843 Webseiten von deutschen Landtagsabgeordneten ausgezeichnet.
Anfang November 2008 wurde Sarrach vom Richterwahlausschuss zum Richter (auf Probe) gewählt. Seit dem 1. Dezember 2008 ist Sarrach Richter in der Sozialgerichtsbarkeit des Landes Brandenburg. Er legte daher am 30. November 2008 sein Landtagsmandat und das Mandat im Kreistag Oder-Spree nieder und verzichtete auf die Zulassung als Rechtsanwalt. Im Februar 2011 ist Sarrach zum Richter am Sozialgericht (auf Lebenszeit) beim Sozialgericht Frankfurt (Oder) ernannt worden.
2008 trat er der Neuen Richtervereinigung bei.
Der Vater zweier Töchter ist in zweiter Ehe verheiratet und lebt in Fürstenwalde.

## Partei
Im Oktober 1989 wurde er Kandidat der SED, im Dezember 1989 wurde er dann Mitglied der SED-PDS bzw. PDS. Im September 2005 wurde er bis zur Vereinigung beider Parteien zur Partei Die Linke Doppelmitglied in der WASG. Vom 1. Mai 2007 bis 31. März 2009 war er außerdem Mitglied der Gewerkschaft ver.di. Vom August 2007 bis Januar 2009 war Sarrach Stadtvorsitzender der Partei Die Linke in Fürstenwalde/Spree. Im Februar 2009 trat er aus der Partei Die Linke aus und begründete dies mit seinem Richteramt sowie Unzufriedenheit mit der örtlichen Parteigliederung.
Im Januar 1990 gehörte er zunächst als Jugendvertreter des Verbandes der Freidenker der DDR (VdF), später als Vertreter der AGJG in der PDS zu den Mitbegründern des Runden Tisches der Jugend des Kreises Fürstenwalde (späterer Kreisjugendring) und nahm auch an Sitzungen des Runden Tisches im Kreis Fürstenwalde teil.
Seit Ende Mai 2009 ist Sarrach Mitglied der SPD im Unterbezirk Frankfurt (Oder), ab 2011 im Ortsverein Fürstenwalde im Unterbezirk Oder-Spree. Als gleichzeitiges Mitglied der Demokratischen Linke 21 (DL 21) organisiert er sich neben der Mitarbeit in der Arbeitsgemeinschaft sozialdemokratischer Juristen (ASJ) im linken Flügel der SPD.
Anfang Februar 2014 wurde Sarrach zum Vorsitzenden des SPD-Ortsvereins Fürstenwalde gewählt. Dieser stellte ihn als Kandidaten für verschiedene Ämter auf.

## Abgeordneter
1990 bis 1993 war Sarrach Mitglied des Kreistages Fürstenwalde für die PDS und stellvertretender Fraktionsvorsitzender sowie Fraktionsgeschäftsführer.
Von 1993 bis 2003 gehörte er der Stadtverordnetenversammlung der Stadt Frankfurt (Oder) für die PDS an, davon 1993 bis 1998 als stellvertretender Fraktionsvorsitzender und von 1998 bis 1999 bis zu seiner ersten Wahl in den Landtag Brandenburg als Fraktionsvorsitzender. Bei den Kommunalwahlen am 28. September 2008 errang Sarrach erneut zwei kommunale Mandate. So gehörte er nun erstmals dem Kreistag Oder-Spree und der Stadtverordnetenversammlung Fürstenwalde/Spree als Vorsitzender der Fraktion „Die Linke“ an. Die kommunalen Mandate gab Sarrach mit seiner Wahl zum Richter bzw. im Zusammenhang mit seinem Parteiaustritt auf.
Bei den Kommunalwahlen am 25. Mai 2014 wurde Sarrach für die SPD in die Stadtverordnetenversammlung Fürstenwalde/Spree gewählt und ist seit Januar 2016 Vorsitzender der SPD-Stadtverordnetenfraktion.
Von Oktober 1999 bis November 2008 war Stefan Sarrach Mitglied des Landtages Brandenburg (zunächst über die Landesliste der PDS). Im September 2004 wurde er mit 37,4 % direkt für den Wahlkreis Oder-Spree III (Städte Fürstenwalde und Beeskow sowie die Gemeinden Grünheide, Steinhöfel, Rietz-Neuendorf und das Amt Odervorland) in den Landtag gewählt.
Stefan Sarrach war rechtspolitischer Sprecher der Linksfraktion im Landtag Brandenburg und war von 2004 bis 2007 Mitglied des Fraktionsvorstandes.
Er war in der 4. Wahlperiode des Landtages Vorsitzender des Wahlprüfungsausschusses sowie ordentliches Mitglied des Rechtsausschusses und des Richterwahlausschusses. Zudem war er stellvertretendes Mitglied im Innenausschuss und stellvertretendes Mitglied im Sonderausschuss zur Überprüfung von Normen und Standards (besser bekannt als Sonderausschuss Bürokratieabbau).